# Indriði Sigurðsson
Indriði Sigurðsson (nacido el 12 de octubre de 1981) es un futbolista islandés. Juega de defensa y su actual equipo es Viking FK de la Tippeligaen de Noruega.

## Trayectoria
Empezó su carrera en el KR Reykjavik, y fue a Noruega a jugar por el Lillestrøm SK en el 2000. En septiembre de 2003 fue movido al KRC Genk de Bélgica. Indriði fue transferido de nuevo al KR Reykjavik el 29 de julio de 2006. Después de un corto tiempo en el KR, fue transferido al FC Lyn Oslo el 8 de agosto.

## Selección nacional
Ha jugado 37 partidos anotando un gol por Islandia. Debutó internacionalmente en enero de 2000 ante Noruega.

## Clubes
- 1998-1999 KR Reykjavik
- 2000-2003 Lillestrøm SK
- 2003-2006 KRC Genk
- 2006-2009 FC Lyn Oslo
- 2009- Viking FK